# Ель-Вакра (муніципалітет)
Баладіят Ель-Вакра  (араб. الوكرة, англ. Al Wakrah) — адміністративна одиниця у складі Катару. Адміністративний центр — місто Ель-Вакра. На території в 2518 км² проживає 141,2 тис. катарців.

## Розташування
Баладіят Ель-Вакра лежить у південній частині Катару, на узбережжі Перської затоки за 15 км від столиці країни і межує:
- з північного сходу — зі столичним баладіятом Ад-Доха;
- з півночі та заходу — з баладіятом Ар-Раян;
- зі сходу — омивається водами Перської затоки;
- з півдня — межує з Саудівською Аравією.

## Історія
Південніша місцина Катару була малорозвинутою. Незначна кількість її мешканців жила вздовж узбережжя і займалася рибальством та видобутком перлів.
У середині ХХ століття сановники Катару поставили за мету впорядкувати свої уділи адміністративно, тоді вони створили на базі історичних центрів держави кілька адміністративних одиниць і закріпили це в законі № 11 від 1963 року. Пізніше, в 1972 році, Шейх Мохаммед бін Джабер Аль Тані підписав законопроєкт № 19, яким розмежував кілька баладіятів, серед яких, зокрема, Ель-Вакра.

## Населення і поселення
Від часів свого заснування цей слаборозвинутий баладіят не був важливим, лише з початку ХХІ століття Ель-Вакра почав динамічно розвиватися, від 10 000 катарців у 1980-х роках до 141 222 жителів 2010 року. Більшість його мешканців — катарці, але й чимало емігрантів, які працюють у столиці країни й на нафтогазових промислах.
Загалом баладіят Ель-Вакра розділений на кілька зон з відповідними населеними пунктами:
- Ель-Вакра (з головним поселенням Al Wakrah)
- Північна (з головними поселеннями Al Thumama, Al Wukair, Al Mashaf);
- Центральна (з головними поселеннями Mesaieed, Mesaieed Industrial Area, Shagra);
- Південна (з головними поселеннями Al Kharrara, Khawr al Udayd);

## Економіка
Баладіят Ель-Вакра як віддалений від столиці країни приречений був стати малорозвинутою територією, що й тривало багато століть до того. Але через відкриття найбільшого в світі родовища природного газу, басейну Норі, спричинило до економічного зростання Катару. На території баладіяту Ель-Вакра також почали розвивати нафтогазовий промисел, зокрема видобування в шельфовій зоні природного газу — і регіон почав розвиватися прискореними темпами. Постало питання будівництва промислових, оброблювальних та житлових об'єктів й інфраструктури. Саме надходження від нафтогазовидубувного комплексу становлять основну частину в бюджеті баладіяту.
Новим стимулом для розвитку місцевості планується реалізація проєкту проведення чемпіонату світу з футболу 2022 року. Урядовці планують до того часу налагодити як спортивний, так і культурний відпочинок гостей і жителів баладіяту. Стадіон і відомі історичні пам'ятки та пляжі — стануть візитівкою баладіяту Ель-Вакра.